# رون بوكانان
رون بوكانان هو لاعب هوكي الجليد كندي، ولد في 15 نوفمبر 1944 في مونتريال في كندا.

## وصلات خارجية
- رون بوكانان على موقع دوري الهوكي الوطني (الإنجليزية)
- رون بوكانان على موقع قاعة مشاهير الهوكي (لاعب أن.إتش.أل) (الإنجليزية)
- رون بوكانان على موقع EliteProspects.com (الإنجليزية)
- رون بوكانان على موقع HockeyDB.com (الإنجليزية)
- رون بوكانان على موقع Hockey-Reference.com (الإنجليزية)